# Sacchetti per la raccolta differenziata
I sacchetti per la raccolta differenziata  sono contenitori realizzati con materiali idonei ad essere accolti nello stesso ciclo di recupero del rifiuto in essi contenuto. Possono essere acquistati nei punti vendita che offrono articoli per la casa, tramite portali di vendita online, oppure possono essere forniti dalle stesse organizzazioni coinvolte nella raccolta differenziata, come ad esempio le Società multiservizi o i comuni (cfr.).
Sono resi disponibili anche tramite appositi distributori automatici.
Una tipologia riguarda i sacchetti destinati a raccogliere materiale compostabile, realizzati in plastica biodegradabile o carta appositamente trattata.
Un'altra tipologia riguarda i sacchetti per la raccolta di materiali diversi, come plastica e metalli indicati anche come multimateriale.
Generalmente sono identificati con colori diversi a seconda del tipo di raccolta al quale sono destinati.